# أرماندو زامورانو
أرماندو زامورانو (بالإسبانية: Armando Zamorano) (3 أكتوبر 1993 في المكسيك - ) هو لاعب كرة قدم مكسيكي في مركز الوسط. لعب مع نادي تشياباس ونادي موريليا الرياضي.

## وصلات خارجية
- أرماندو زامورانو على موقع الاتحاد الدولي (مؤرشف)  (الإنجليزية)
- أرماندو زامورانو على موقع قاعدة بيانات كرة القدم.إي يو (الإنجليزية)
- أرماندو زامورانو على موقع Soccerway.com (الإنجليزية)
- أرماندو زامورانو على موقع AS.com (الإسبانية)